# Propper
Een propper is iemand die bij een bar of discotheek mensen probeert over te halen naar binnen te gaan. 

## De functie
Proppers werken vooral in populaire gebieden voor strandvakanties, zoals de Spaanse costa's, Mallorca, Ibiza, Salou en de kust van Turkije. 
Voor de functie van propper worden gewoonlijk jonge aantrekkelijk ogende jongens en meisjes aangesteld. Het wordt vaak als vakantiewerk gedaan door Nederlandse jongeren. 
Naar schatting werken enkele honderden Nederlandse jongeren in de zomer als propper.

## Etymologie
Het woord 'propper' werd bekend door de film Costa! die op 1 maart 2001 in première ging. Van die film is later een televisieserie gemaakt. Voor die tijd kwam het woord niet in geschreven vorm voor.
'Propper' is de afkorting van 'promotor', iemand die iets aanprijst; in de meeste gevallen prijst de propper tegen betaling een discotheek of dergelijke uitgaansgelegenheid aan.

## Opleiding
De Hogeschool voor Toerisme te 's-Hertogenbosch heeft een proppercursus gegeven.